# 窪寺昭
窪寺昭（日语：／ Kubodera Akira，1977年1月20日—2020年11月13日）是日本一名男演员，出身于东京都。他生前是自由职业者，其经纪业务委托平田事务所代为签订合约。

## 个人简历
窪寺昭在就读日本大学期间便开始了模特儿生涯，毕业后则以舞台剧为中心展开了演艺生涯。2003年，他在电视剧版《美少女战士》中饰演反派角色昆扎特并由此进入电视剧表演行业。
2020年7月31日，窪寺昭与原本所属的经纪公司SR制作解约并成为自由演员。在成为自由演员后，窪寺昭将平田事务所委托成为经纪合约联系方。